# Budăi, Ialoveni
Budăi este un sat din cadrul comunei Țipala din raionul Ialoveni, Republica Moldova.
La începutul secolului al XIX-lea este amintit Budei, ce să cheamă Matos.

## Demografie

### Structura etnică
Structura etnică a localității conform recensământului populației din 2004:
| Grup etnic                    | Populație | % Procentaj |
| ----------------------------- | --------- | ----------- |
| Băștinași declarați Moldoveni | 244       | 100%        |
| Total                         | 244       |             |